# Arcus Neroniani
De Arcus Neroniani of Arcus Caelimontani was een aquaduct in het oude Rome.
De Arcus Neroniani was geen volledig aquaduct, maar een aftakking van de Aqua Claudia die in 52 n.Chr. werd voltooid. Keizer Nero (54-68) bouwde de naar hem genoemde aftakking om water bij de Tempel van Claudius en het daarbij gelegen nymphaeum te krijgen. 
De Arcus Neroniani takte bij Spes Vetus bij de Porta Maggiore van de Aqua Claudia af en liep over een lengte van twee kilometer naar de Caelius. Bij de kerk Santo Stefano Rotondo was een aftakking die naar de Aventijn liep. Een andere korte aftakking werd vermoedelijk gebouwd door Domitianus en overspande de vallei tussen de Caelius en de Palatijn waar het water bracht naar de daar gelegen keizerlijke paleizen. Onder Septimius Severus werden de bogen versterkt. 
De bogen van de Arcus Neroniani overspannen een lengte van 7,75 meter. De pilaren zijn 2,3 meter lang en 2,1 meter diep. De maximale hoogte van het aquaduct was 16 meter. Grote delen van de Arcus Neroniani staan nog overeind, met name langs de Via di Santo Stefano Rotondo. 

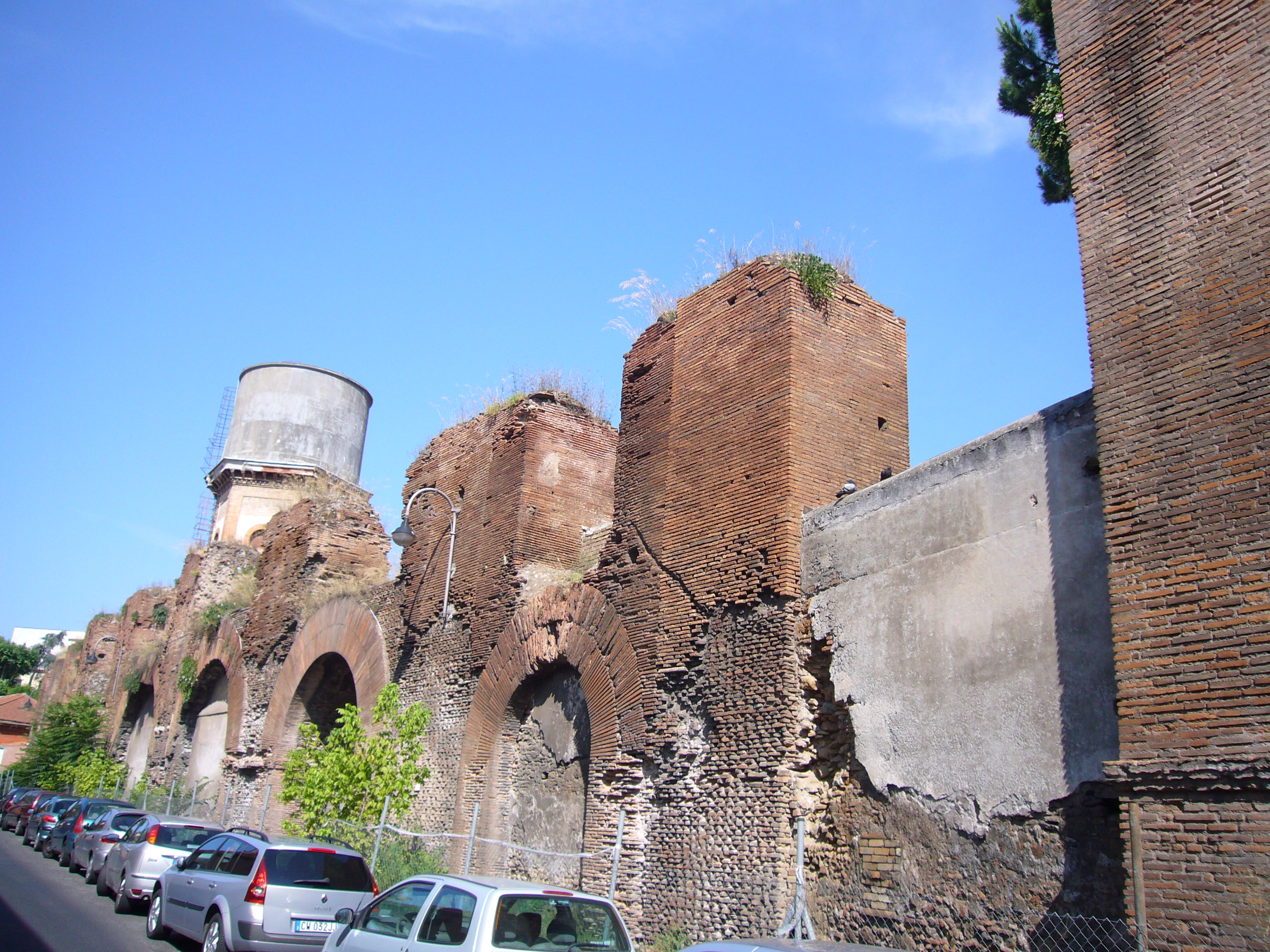
Pilaren van de Arcus Neroniani aan de Via di Santo Stefano Rotondo

## Bron
- S.B. Platner, A topographical dictionary of ancient Rome, Londen 1929